# Distance angulaire

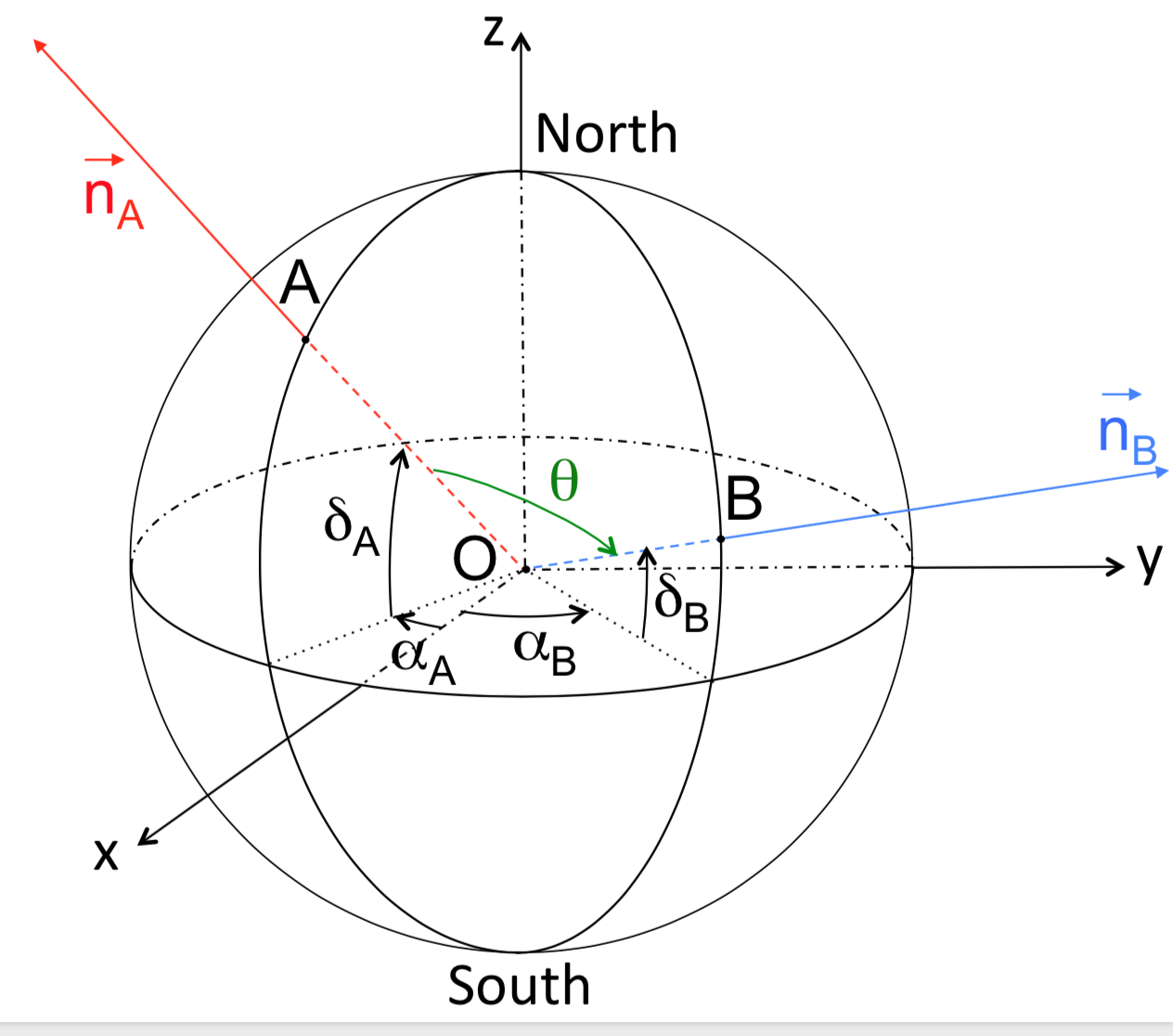
Séparation angulaire 𝜃 entre les points A et B depuis le point O

La distance angulaire entre deux points d'un cercle est l'angle formé par les deux rayons du cercle qui passent par ces points. La distance angulaire s'exprime en radians dans le système international d'unités. Elle peut aussi s'exprimer dans les autres unités de mesure des angles (degrés, minutes, secondes ou grades). On peut ainsi dire que la latitude d'un point ou d'un objet sur la Terre est sa distance angulaire par rapport à l'équateur (par exemple 48° 34' 53" Nord) tandis que sa longitude est sa distance angulaire par rapport au méridien de Greenwich (par exemple 3° 26' 12" Est).